# Ball State Cardinals

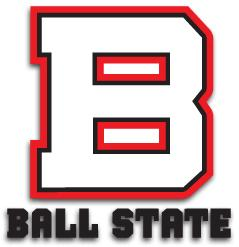
Ball State Cardinals Logo

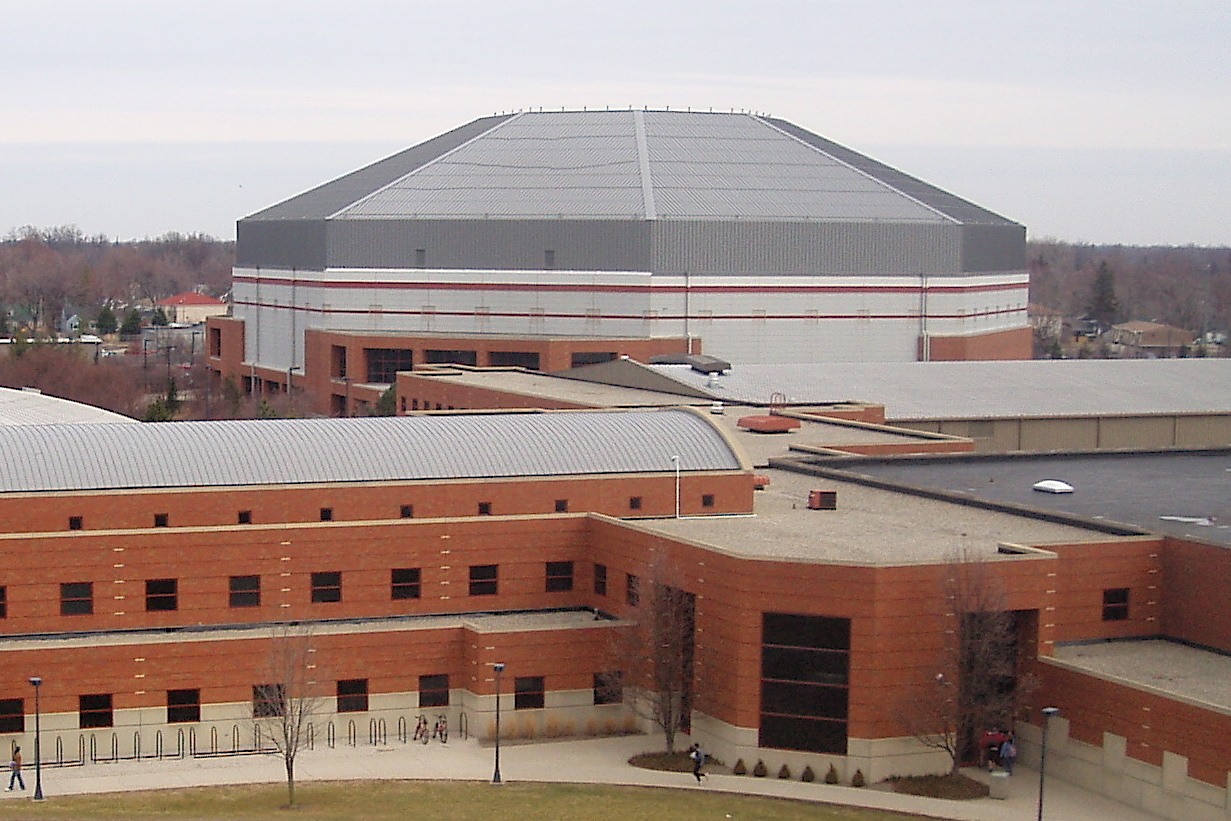
Ball State Basketball-Arena

Die  Ball State Cardinals sind die Sportteams der Ball State University. Die 18 verschiedenen Sportteams nehmen an der NCAA Division I als ein Mitglied der Mid-American Conference in der West Division teil.

## Sportarten
Die Cardinals bieten folgende Sportarten an:
Herrenteams
- Baseball
- Basketball
- American Football
- Golf
- Schwimmsport & Wasserspringen – Mitglied der Missouri Valley Conference
- Tennis
- Volleyball – Mitglied der Midwestern Intercollegiate Volleyball Association

Frauenteams
- Basketball
- Crosslauf
- Hockey
- Golf
- Gymnastik
- Fußball
- Softball
- Schwimmsport & Wasserspringen
- Tennis
- Leichtathletik
- Volleyball